# Photedes saturatior
Photedes saturatior là một loài bướm đêm trong họ Noctuidae.